# راندل متمورفي
راندل متمورفي أو «ماك» متمورفي (والذي يعرف أيضاً بـ آر بي متمورفي) هو بطل رواية الكاتب كين كيسي «أحدهم طار فوق عش الوقواق»، توجد الشخصية في كل من المسرحية والفيلم المقتبسين من القصة ذاتها. حيث يجسد الممثل جاك نيكلسون شخصية راندل في الفيلم ويفوز بجائزة الأوسكار كأفضل ممثل عن دوره هذا. وكذلك يترشح لقائمة هيروز في معهد الفيلم الأمريكي-مئة عام ومئة بطل وشرير، لكنه لا يصل إلى قائمة الفائزين النهائية. صُنف في سنة 2019 من قبل مجلة إمباير كأحد أعظم الشخصيات في تاريخ السينما وبالترتيب الـ 99 في القائمة.

## السيرة الشخصية الخيالية
كان راندل باتريك متمورفي شخصية مشاكسة أمريكية- أيرلندية، وقد اتُّهم بالمقامرة والدخول في شجارات عديدة وكذلك ممارسة الجنس مع قاصر. كان كذلك جنديًا قديمًا في الحرب الكورية وقد سُجن خلال الحرب وتسلم وسام الخدمة المميز بعد أن قاد تقدماً عسكرياً من مخيم عسكري في الصين ولكن أُقصي بعد ذلك بسبب العصيان والتمرد. حُكم عليه بعد ذلك بالسجن لمدة قصيرة فادعى الجنون ليُنقل إلى مصحة عقلية ظناً منه أن ذلك سيمنحه حياة مريحة.
يدير الجناح الذي يمكث فيه راندل الشخصية المستبدة الممرضة راتشيد، التي تقوم بتخويف المرضى وإخضاعهم ويقوم متمورفي بالعديد من محاولات التمرد على إدارة راتشيد المليئة بالقوانين المستبدة ليحرر المرضى من سيطرتها.
في أثناء فترة بقائه القصيرة في المستشفى، يكوّن متمورفي صداقة عميقة مع مريضين آخرين؛ بيلي بيبيت المريض المصاب بالتأتأة والذي سبب له استبداد الممرضة راتشيد ميولاً انتحارية، حيث يعامله متمورفي كأخ صغير له ويحاول أن يعلمه كيف يستمتع بوقته. والمريض الثاني مواطن أمريكي أصلي، وكان صامتًا على الدوام؛ أي أنه توقف عن الكلام طوعاً. والذي يصبح الصديق المؤتمن لمتمورفي.
بعد ذلك يتورط متمورفي في عدد من الصراعات مع الممرضة راتشيد ويفوز عليها في كل مرة ليذكر بقية المرضى أن يستمتعوا بالحياة وأن يدافعوا عن أنفسهم وليقنعهم أن يقفوا معه ضد استبدادية راتشيد. تحاول راتشيد بدورها أن تكسر روحية متمورفي من خلال معالجته بالصدمات الكهربائية.
في ذروة الرواية، يقوم متمورفي بإدخال فتاتي ليل للجناح بهدف أن يفقد بيلي عذريته معهما ويقوم مع بقية المرضى بإقامة حفلة. وبعد أن تعرف راتشيد بما يجري تهدد بيلي بأن تخبر أمه بما حدث (المرأة الوحيدة التي يخاف منها بيلي أكثر من راتشيد) ما يرعبه لدرجة كبيرة ويدفعه إلى قتل نفسه. يثير انتحار بيلي غضباً حانقاً عند متمورفي ويحاول قتل راتشيد خنقاً ولكن يوقَف من قبل أحد موظفي المصحة بضربة على الرأس تفقده الوعي. بعد ذلك تجري راتشيد جراحة علاجية في فصوص المخ على متمورفي وتُرى هذه الجراحة وكأنها عملية إخصاء عقلية. «إن لم تتمكن من إجراء عملية أسفل الحزام ستجريها فوق العينين».  بعد أن يرى شيف برومدن ما فعلته راتشيد بمتمورفي يقوم بخنقه باستخدام وسادة كنوع من القتل الرحيم، وبعد ذلك يهرب من المصحة العقلية من خلال نافذة محققاً بذلك رغبة متمورفي الذي كان يريد له أن يتحرر. وبسبب هذه الأحداث تفقد الممرضة راتشيد سلطتها على المرضى بداخل الجناح.

## الاستجابة النقدية
يعتبر ريتشارد غري شخصية متمورفي  شخصية جريئة ومتبجحة وذات حس دعابة راسخ. وكذلك تعتبر شخصية أمريكية متمردة أصيلة حققت مثالاً على الاستقلالية للسجناء. يكتب كل من غلين غابارد وكرين غابارد، مؤلفا كتاب الطب النفسي والسينما أن شخصية متمورفي أصبحت نسخة سينمائية لشخصية المسيح، وعلاج الصدمة الكهربائية هو طوق الأشواك على رأسه أما العملية الجراحية في المخ فهي صليبه.
تعتبر هزيمة متمورفي للممرضة راتشيد بمثابة تضحية بطولية في سبيل خلاص وحرية المرضى. حيث تفقد راتشيد سيطرتها على المرضى وهالتها المخيفة بعد أن يكشف متمورفي نقاط ضعفها وتعود للجناح خائفة ومصابة بالجروح.